# Saúl Craviotto
Saúl Craviotto (n. 3 noiembrie 1984, Lleida, Catalonia, Spania) este un caiacist ce a reprezentat Spania, medaliat olimpic. A participat la 5 ediții ale Jocurilor Olimpice (2008, 2012, 2016, 2020, 2024) în care a câștigat o medalie de aur și două medalii de argint.